# Теодор (Ромжа)
Тео́дор Ю́рій Ро́мжа (14 квітня 1911, Великий Бичків, тепер Закарпатська область — 31 жовтня 1947, Мукачево) — єпископ Мукачівської греко-католицької єпархії, блаженний Католицької Церкви.

## Життєпис
Народився дев'ятою дитиною в багатодітній сім'ї залізничного службовця: батько — Павл (Павло) Ромжа, залізничний службовець; мати — Марія, до шлюбу Семак.
Після чотирикласової народної школи в рідному селі продовжив навчання у Хустській державній реальній гімназії, яку закінчив 1930 року з відмінним атестатом. Того ж року з благословення владики-ординарія Мукачівської єпархії Греко-католицької церкви Петра Гебея був скерований у Рим в Колегію Ґерманікум-Гунґарікум. Не закінчивши там курсу навчання, восени 1934 року переводиться у Папську Руську Колегію (Русікум). Закінчив філософський і богословський факультети Папського Григоріанського університету в Римі (1937, з результатом magna cum laude).

## Священник
1935 приймає дияконські свячення, 1936 — священничі. Разом з тим продовжує навчання і 1937 здає ліценціат з богослов'я у Папському Григоріанському університеті. За спогадами сучасника, він 

у всьому дуже послідовно дотримувався статуту східного літургійного обряду, як у зовнішніх проявах, так і в духовному настрої … у всьому був вірний літургійним приписами східного обряду, які прекрасно і до найменших деталей пізнав у Русікумі. 
Того ж року повертається на батьківщину для проходження обов'язкового однорічного курсу військової підготовки у Празькому офіцерському училищі.
Від березня до вересня 1938 — був призначений адміністратором гірських сіл Березово і Нижній Бистрий Хустського району, що знаходилися поблизу його рідного села. Далі — кілька місяців служба в чеській армії по загальній мобілізації і повернення до душпастирства в попередні парафії. Мав намір виїхати до Рима для завершення богословської освіти (здобуття докторського ступеня), але не зміг цього зробити через поділ Чехословаччини.
Від вересня 1939 до 1944 — професор філософії та спіритуал (духівник) Ужгородської духовної семінарії.

## Єпископ
Після смерті у травні 1943 року єпископа Олекса́ндра Сто́йки та наближенням росіян до кордонів Угорщини, Святий Престол не мав можливості одразу призначити нового єпископа, тому 11 грудня 1943 року прийнято рішення про тимчасове призначення адміністратором єпархії єпископа-ординарія Хайдудорогського Міклоша Дудаша. Однак останній не міг управляти єпархією, оскільки постійно знаходився в місті Ніредьгаза, а з приходом сталінських військ взагалі втратив можливість впливати на стан справ у Мукачівській єпархії, тому з вересня 1944 р. всіма справами займався виключно новопризначений єпископ Теодор (Ромжа).
8 вересня 1944 року Папа Римський Пій XII призначив Теодора Ромжу титулярним єпископом Апійським і помічником єпископа Мукачівського. 24 вересня 1944 року хіротонізований на владику-ординарія Мукачівської єпархії ГКЦ. Хіротонія здійснена в Ужгороді. В умовах, коли ужгородська кафедра була вакантною (правлячий єпископ помер ще в травні 1944), а адміністратор єпархії перебував в Угорщини, єпископ Ромжа фактично керував єпархією після того, як у жовтні 1944 року радянські війська зайняли Ужгород. Після зайняття Закарпаття радянськими військами та його офіційного приєднання до Української РСР 29 червня 1945 року, суттєво ускладнилося становище греко-католицької єпархії (в цей же час йшла підготовка до ліквідації греко-католицької церкви в Галичині, після чого така ж доля чекала і греко-католиків Закарпаття).
З лютого 1946 року офіційно був керівником Мукачівської єпархії.
В умовах посилення тиску і наступу на уніатів, молодий єпископ виявив значну енергію. Владика Ромжа всіляко підтримує духовенство та своїх вірних. Він, з одного боку, намагався врегулювати взаємовідносини церкви з новими органами управління, а, з іншого, здійснює ряд великих архієрейських подорожей по єпархії. Налагоджував виготовлення і розповсюдження літератури релігійного змісту, виступав з проповідями. Рішуче виступаючи проти приєднання єпархії до православної церкви, говорив про неприпустимість зради, відзначаючи, зокрема: «Зрадник марно чекає нагороди за зраду, після нього і сама влада їм гребує, і навіть відштовхує його». Протестував проти закриття в березні 1947 року василіанського монастиря на Чернечій Горі. В цих архипастирських поїздках він вбачав дієвий спосіб урівноваження пропаганди проти Церкви, щоб укріпити своїх священників і паству в вірі, щоб витримали в вірності. Він також здійснює короткочасні поїздки, під час однієї з яких 27 жовтня 1947 року на нього було вчинено заздалегідь спланований НКВС замах, а 31 жовтня отруєно в Мукачівській лікарні.
У різних медіа та ЗМІ можна зустріти іншу дату смерті Теодора Ромжі — 1 листопада. Плутанина пов'язана з тим, що смерть настала о 00:50 за московським часом, який тоді був офіційний у державних установах, і саме за цим часом велися історії хвороб. Оскільки Закарпаття зараз живе за київським часом, а географічно є в середньоєвропейському часовому поясі, за часів незалежної України була прийнята офіційна дата смерті 31 жовтня, яка наразі вказана на сайті Мукачівської греко-католицької єпархії.

## Загибель єпископа
Вплив єпископа Ромжі на віруючих викликав різке невдоволення тодішнього першого секретаря ЦК Компартії України Микити Хрущова. За спогадами генерала Павла Судоплатова, Хрущов і тодішній міністр держбезпеки України Савченко в 1947 році звернулися до Сталіна і міністра держбезпеки СРСР Абакумова з проханням дати санкцію на вбивство єпископа, звинувативши його в співпраці з підпільним українським національним рухом і «таємними емісарами Ватикану». У листі також стверджувалося, що Ромжа і його група становлять серйозну загрозу для політичної стабільності в регіоні, який нещодавно увійшов до складу Радянського Союзу.
Далі Судоплатов писав, що Сталін дав санкцію на вбивство, але замах, вчинений 27 жовтня 1947 року під час однієї з поїздок єпископа по єпархії, не вдався. У результаті організованої Савченком і його співробітниками автомобільної аварії (зіткнення автомобіля з кінним екіпажем єпископа) Ромжа залишився живим: дістав важкі поранення, військові побили його до непритомності, і по цьому він був доставлений до Мукачівської лікарні. За спогадами одного зі священників єпархії о. Петра Васька, перебуваючи в лікарні, єпископ сказав йому: «перетерпіти і пролити кров за Господа, за віру, за святу католицьку церкву — велика милість, велика честь». Після чого він сповідався і причастився.

Незабаром єпископ помер — за офіційною версією, від наслідків аварії. Однак Судоплатов, що перебував під час замаху на єпископа в Ужгороді, стверджував, що Ромжа був отруєний. Він згадував: 

У цей час мені зателефонував Абакумов і сказав, що через тиждень в Ужгород приїжджають Савченко і Майрановський, начальник токсикологічної лабораторії, з наказом ліквідувати Ромжу. Савченко і Майрановський розповіли мені, що в Києві на вокзалі, у своєму залізничному вагоні, їх прийняв Хрущов, дав чіткі вказівки і побажав успіху. Два дні потому Савченко доповів Хрущову по телефону, що до виконання операції все готове, і Хрущов віддав наказ про проведення акції. Майрановський передав ампулу з отрутою кураре агенту місцевих органів безпеки — це була медсестра в лікарні, де лежав Ромжа. Саме вона й зробила смертельний укол. 
Можливо, у спогадах Судоплатова, написаних через багато років після цих подій, існують неточності — так, дзвінок Абакумова міг відбутися ще до першого замаху на Ромжу, тому що між двома замахами пройшло менше тижня. Крім того, в мемуарах Судоплатова неясною виглядає його власна роль у вбивстві єпископа — він стверджує, що прибув на Закарпаття лише для виявлення зв'язків Ромжі з українським підпіллям. У той же час існує джерело, що вказує на активну участь Судоплатова у цьому вбивстві: «був знищений Ромжа — глава греко-католицької церкви, який активно чинить опір приєднанню греко-католиків до православ'я.».
Поховано єпископа в Ужгороді. За практикою єпископів хоронили в Кафедральному соборі, останнє захоронення відбулося там в листопаді 1947 року після вбивства єпископа Теодора Ромжі. Після цього радянська влада оголосила про ліквідацію єпархії і передачу майна російській православній церкві, в тому числі — собору. Після відновлення МГКЄ собор повернуто єпархії і в ході досліджень підвалів виявлено останки Теодора, які вже вважали втраченими, як багато інших останків постраждалих за віру, що були знищені радянською владою.
У січні 1948 року православні єпископи Дрогобицько-Самбірський Михаїл (Мельник), Станіславсько-Коломийський Антоній (Пельвецький) і єпископ Мукачівсько-Ужгородський Нестор (Сидорук) написали листа на ім'я Хрущова. Вони стверджували, що вбивство єпископа Ромжі «пошкодило православ'ю і обуренням наповнило всіх, навіть православне населення Закарпаття і Західної України».

## Беатифікація
У червні 2001 року Папа Римський Іван-Павло II під час свого візиту в Україну причислив Теодора Ромжу до лику блаженних. У Мукачівській греко-католицькій єпархії діє Ужгородська греко-католицька богословська академія імені Теодора Ромжі.

## Пам'ять
Вулиця Теодора Ромжі у Береговому, Мукачевому, Ужгороді, Хусті.
У селі Бобовище вулицю Борканюка перейменували на вулицю Теодора Ромжі.
У селі Нижня Апша вулицю Борканюка перейменували на вулицю Теодора Ромжі.
У селі Боронява вулицю Борканюка перейменували на вулицю Теодора Ромжі.